# Paul Ambille
Paul Gaston Jean Ambille, né le 23 décembre 1930 à Béziers (Hérault) et mort le 3 juillet 2010 à Gouvieux (Oise), est un peintre et lithographe français.

## Biographie
Peintre figuratif, Paul Ambille s'inscrit à l'École des beaux-arts de Paris où il fréquente les ateliers de Jean Dupas, Raymond Legueult et Édouard Goerg et où il a pour condisciples Jean-Pierre Alaux, Joseph Archepel, Jacques Berland, Paul Collomb, Mickaël Compagnion, Émile Courtin, Geoffroy Dauvergne, Paul Guiramand, Jean Joyet et André Plisson.

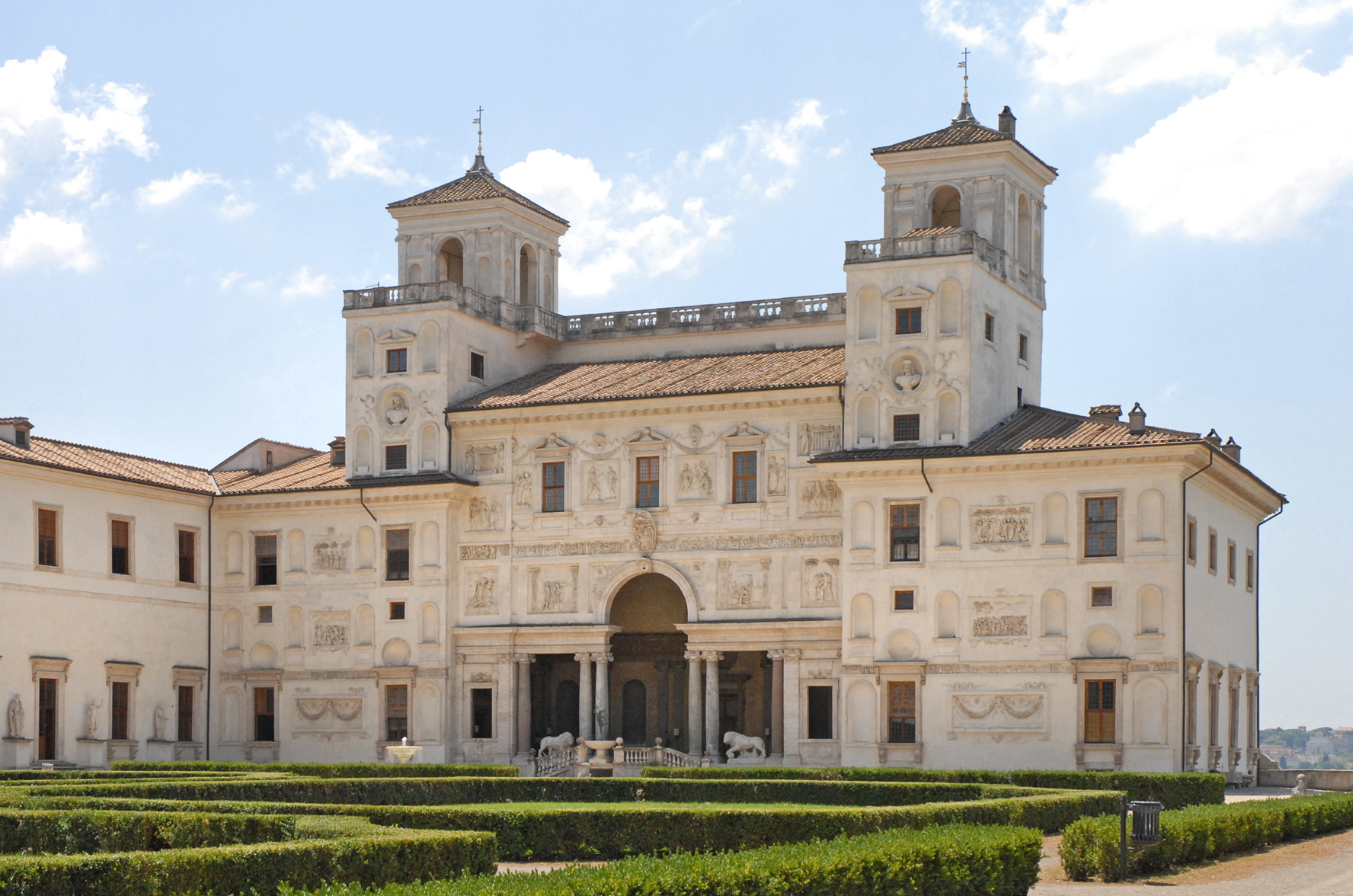
Villa Médicis, Rome

En 1955, il obtient le premier grand prix de Rome pour sa toile Décoration pour une salle de mariage, et devient pensionnaire de la villa Médicis à Rome pour quatre années.
Il obtient la médaille d'or du Salon de la Marine en 1992 et est nommé peintre de la Marine en 1993. En 1995, il est élu président de la Fondation Taylor, poste qu'il occupera jusqu'en 2007.
Comme le décrit Jean Saucet : « Sa peinture s'exprime sur un registre aux couleurs vibrantes, les objets que son art appréhende sont vus comme au travers d'un voile, on peut même dire qu'ils sont rêvés, tant ils sont fluides, frémissants, étant la quintessence de leur propre poétique… »
Il conserve longtemps un domicile-atelier au no 2 rue du Général Pershing à Clermont avant de se retirer à Arette.

## Œuvres

### Contributions bibliophiliques
- Hervé Bazin, Le livre des mariages, illustrations de Jean Jansem, Monique Journod, Yves Brayer, Paul Ambille, Roger Chapelain-Midy, Georges Hosotte, Bernard Gantner, Jean Carzou, Bernard Grasset et Pierre de Tartas éditeurs/Société générale du livre et du patrimoine, 1986.
- Sacha Guitry (postfaces de René Huyghe, de l'Académie française, et Alain Poher, Des goûts et des couleurs, lithographies originales rehaussées d'aquarelles par Paul Ambille, 281 exemplaires numérotés, Éditions Pierre de Tartas, 1989.
- Lynda Deppe, Les jardins de fleurs, illustrations de Paul Ambille, Roger Chapelain-Midy et Monique Journod, Éditions Masaaki Kiyohara, 1998.
- Ouvrage collectif (quatre-vingt huit textes par Boutros Boutros-Ghali, Jacques Chirac, Jacques-Yves Cousteau, François Mitterrand, Mère Teresa, Léopold Sédar Senghor, Reine Noor de Jordanie, Prince consort Henri de Danemark, Barbara Hendricks, Shimon Peres, Yasser Arafat, Iannis Xenakis, Alexandre Zinoviev...), Le livre international de la paix, lithographies originales de Paul Ambille (soixante dix-sept lithographies), ainsi que de Françoise Adnet, Michèle Battut, Pierre Boudet, Hans Erni, Monique Journod, Michel Jouenne..., trois cents exemplaires numérotés, Éditions Pierre et Philippe de Tartas, 1994.

### Écrits
- Bruno Foucart, Paul Ambille, Anne-Marie Debelfort et Frédérique Guiss, La baron Taylor, l'association des artistes et l'exposition du Bazar Bonne-Nouvelle en 1846, Éditions de la Fondation Taylor, 1995.
- Norbert Hugedé (préface de Paul Ambille), Georges Cheyssial, Éditions de la Fondation Taylor, 2000.

## Collections publiques

### France
- Arette :
  - Église : Le Tremblement de terre du 13 août 1967, vitrail.
  - Mairie : Triptyque, huiles sur toiles.
- Aurillac, artothèque départementale du Cantal, La colère, lithographie.
- Chalon-sur-Saône, Musée Vivant-Denon.
- Cherbourg.
- Cluny.
- Dreux, musée d'art et d'histoire.
- Fontainebleau, musée municipal d'art figuratif.
- Mantes-la-Jolie.
- Mulhouse.
- Paris :
  - Cabinet des estampes de la Bibliothèque nationale de France, lithographies.
  - École nationale supérieure des beaux-arts, Décoration pour une salle de mariage, 1955, huile sur toile, prix de Rome de peinture en 1955[6] ;
- Puteaux, Fonds national d'art contemporain, Paysage, huile sur toile 46x55cm[7].
- Rouen, hôtel de ville : Vue d'Espagne, avant 1953, huile sur toile[8].
- Saint-Maur-des-Fossés, artothèque, lithographie.
- Localisation inconnue : Le Château Saint-Ange, 1958[9].

### États-Unis
- New York :
  - Metropolitan Museum of Art, La partition, huile sur toile 65x50cm, 1960 (ancienne collection Robert Lehman)[10].
  - Mission permanente de la France auprès des Nations unies, La cabane, peinture 91x76cm (dépôt du Centre national des arts plastiques)[11].

### Iran
- Téhéran, musée d'art contemporain.

### Italie
- Rome, villa Médicis.

### Japon
- Kobé, musée municipal.
- Yamagotata, musée[12].

### Suisse
- Représentation permanente de la France auprès des Nations unies, Genève, La falaise, huile sur toile 81x54cm, vers 1965 (dépôt du Centre national des arts plastiques)[13].

## Collections privées
- Patrimoine culturel des Lions Clubs de France, Paris, Polo, huile sur toile[14].

## Expositions

### Galeries
Paul Ambille est régulièrement présenté aux expositions d’œuvres d’art organisées chaque année aux Printemps de Rochevilaine, depuis 1998, au domaine de Rochevilaine à Billiers (Morbihan). Une des quatre suites du domaine lui a été consacrée. Y est exposée une de ses œuvres originales, qui préside à la décoration de l’intérieur.
Paul Ambille est présenté en permanence dans les galeries suivantes : 
- en France : galerie Robin Léadouze de Paris et Cannes, galerie Hénot à Enghein-les-Bains ;
- au Japon : galerie Taménaga à Tokyo et galerie Ashia à Osaka ;
- aux États-Unis : galerie David B. Findlay à New York, galerie Philipps à Palm Beach et Houston ;
- En Angleterre : galerie George à Londres ;
- Aux Pays-Bas : galerie Breughel à Amsterdam ;
- En Suisse : galerie Valotton à Lausanne.

### Expositions personnelles

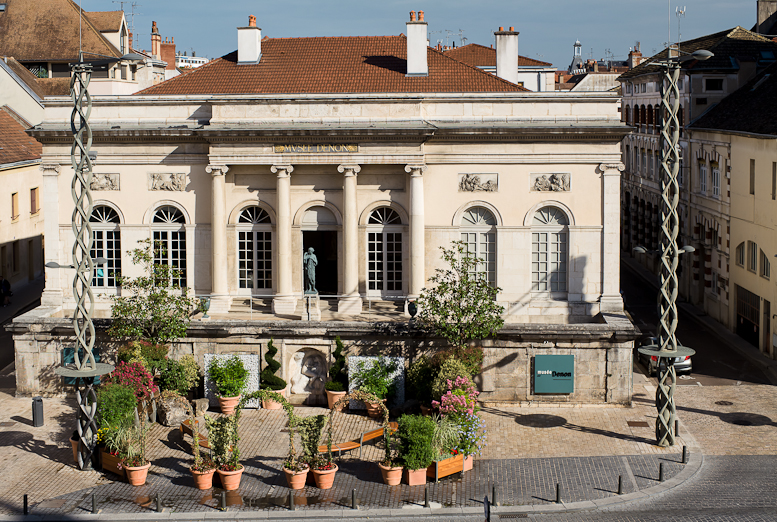
Musée Denon, Chalon-sur-Saône

- Galerie Dauphine, Paris, 1960, 1961, 1962, 1964, 1966.
- Galerie Jean Hénault, Paris, 1963.
- Galerie Jacques Hamon, Le Havre, 1967.
- Galerie du Casino, Cherbourg, 1967.
- Galerie Dauphine, Paris, 1967.
- Musée Denon, Chalon-sur-Saône, juillet-août 1979.
- Galerie Robin Léadouze, Paris, 1997.
- Espace culturel, chapelle de Saint-Memmie, du 15 au 23 juin 2002[15].
- Rétrospective Paul Ambille, Fondation Taylor, Paris, avril-mai 2013[16].

### Expositions collectives
- Salon de la jeune peinture, musée d'art moderne de la ville de Paris, 1959, 1960, 1963.
- Biennale de Paris, 1961.
- Salon d'automne, Paris, 1965 (Les nouvelles du jour), 1967 (Le dimanche), 1969 (Serre no 3), 1970 (Polo), 1971 (Yachting), 1972 (Les musiciens rouges), 1973 (Au cirque), 1975 (Le canter), 1976 (Aux courses), 1977 (Les musiciens), 1978 (Caprichos), 1979 (Disparate), 1980 (Erronkari), 1981 (Las Fallas, 1983 (Sans titre), 1984 (Automne), 1985 (La despedida), 1986 (El Figon), 1989 (Automne), 1990 (Encierro), 1991 (Au cirque)[17].
- Première exposition internationale des arts de Téhéran, Centre des expositions internationales, Téhéran,décembre 1974 - janvier 1975[18].
- Les Cinquante derniers premiers prix de Rome chez Picasso-Antibes, musée Picasso, Antibes, 1977.
- École de Fontainebleau 20e siècle, palais des congrès de Rouen, 1977, organisation Vandi, prix Othon Friesz  1973, catalogue préfacé par Louis Pauwels. Avec les peintres Roger Limouse, Raymond Legueult, Émile Sabouraud, Lucien Fontanarosa, Monique Journod, Mancini, Lavina, André Vignoles, Marcel Peltier, Leonard, Claude Gaignoux, Maufay.
- Panorama de la peinture contemporaine - Paul Aïzpiri, Jean-Pierre Alaux, Paul Ambille, Yves Brayer, Bernard Buffet, Rodolphe Caillaux, Jean Carzou, Michel Ciry, Marcel Cramoysan, Jef Friboulet, Pierre Gautiez, Camille Hilaire, Franck Innocent, Monique Journod, Michel King, Roland Lefranc, Édouard Georges Mac-Avoy, Georges Mirianon, Jean Navarre, Marcel Peltier, Christian Sauvé, Robert Savary, Gaston Sébire, Arthur Van Hecke…, hôtel de ville de Sotteville-lès-Rouen, mars 1980[19].
- Paul Ambille & selected artists, Ginza Art Hall, Tokyo, 1990.
- Hommage à Dom Pérignon - Paul Ambille, Bernard Conte, Michel Jouenne, Monique Journod, Michel King, Roland Lefranc, Le Relais de gourmets, Caen, 1992.
- Arts en Yvelines - Douze paysages des Yvelines : Paul Ambille, Michèle Battut, Jacques Bouyssou, Alfred Defossez, Viko, Orangerie du château de Versailles, septembre-octobre 1992.
- Salon des amis des arts, Colombes, Paul Ambille invité d'honneur, novembre-décembre 1994.
- Arts et artistes à Montgeron, 1998.
- Salon de peinture de Thorigné-Fouillard, Paul Ambille invité d'honneur, 1999.
- Le sport et l'art, musée du Faouët, été 2000.
- Festival de peinture de Magné, Paul Ambille invité d'honneur, 2001.
- Les peintres officiels de la Marine font escale à l'Assemblée nationale, Palais Bourbon, Paris, septembre-octobre 2001[20].
- 6e Biennale de Nevers, 2001-2002.
- Rencontre d'art contemporain de Calvi, Paul Ambille invité d'honneur, Calvi, 2004.
- Salon de la Société des beaux-arts de Béziers, 2007.
- Rencontres d'automne - Grandes signatures (avec Monique Baroni), Landser, octobre 2008[21].
- Escales en Outre-mer, exposition dans le cadre du Salon de la marine, Musée national de la marine, Paris, décembre 2011 - janvier 2012.

### Autres salons
- Salon des peintres témoins de leur temps.
- Biennale de Menton.
- Salon Comparaisons.
- Union des arts plastiques.
- Salon Terres latines.
- Salon Confrontations.
- Biennale de Villeneuve-sur-Lot.
- Biennale Internationale de Mérignac.
- Biennale d'Asnières.
- Salon de Cergy-Pontoise.
- Salon de Juvisy.
- Doyenné de Saint-Émilion.
- Groupe 109.
- Biennale de la peinture à l'École polytechnique.
- Salon des artistes français.
- Société internationale des beaux-arts.
- SAGA.
- FIAS, TIAS au Japon.
- Foire internationale de New York.
- Salon d'Angers.
- Plastica Latina.
- Un week-end pour l'art, Marly-le-Roi.

## Réception critique
- « Une peinture au lyrisme habile et "bien élevé". Influencé par l'art monumental de la fresque, par le lyrisme de Legueult, par l'expressionnisme de Goerg et de Clavé, Paul Ambille orchestre ses thèmes (Le sport, Les oiseaux, Les courses, Les paysages d'eau) pour s'en tenir à l'essentiel, pour en effacer peu à peu l'anecdote. Un dessin ferme sous-tend toujours l'action des masses colorées, en souligne le mouvement dans un chemin parallèle. » - Gérald Schurr[22]
- « Figurative, sa peinture a su intégrer certaines audaces venues du futurisme, aptes à l'expression de mouvements. Elle suggère plus qu'elle ne décrit. Il aime peindre des sujets animés et hauts en couleur, que lui offre généreusement le Midi. » - Jacques Busse[23]
- « Cavaliers, régates, marines, structures architecturales urbaines deviennent par sa main lignes verticales, horizontales, diagonales. Il tend à la recherche de synthèse simplificatrice en plans suggestifs. Peu à peu, sa matière est devenue mate, limpide, baptismale. Orchestres, matches de rugby, baigneuses, yachting, femmes au repos dans le jardin vous proposent l'évasion par la métamorphose, la pudeur des tons, les plus fines nuances de valeurs... Le jeu des masses peintes, consubstantielles, sert à l'édification esthétique de toute l'œuvre d'Ambille. » - Guy Vignoht[12]

## Prix, distinctions, hommages

### Distinctions

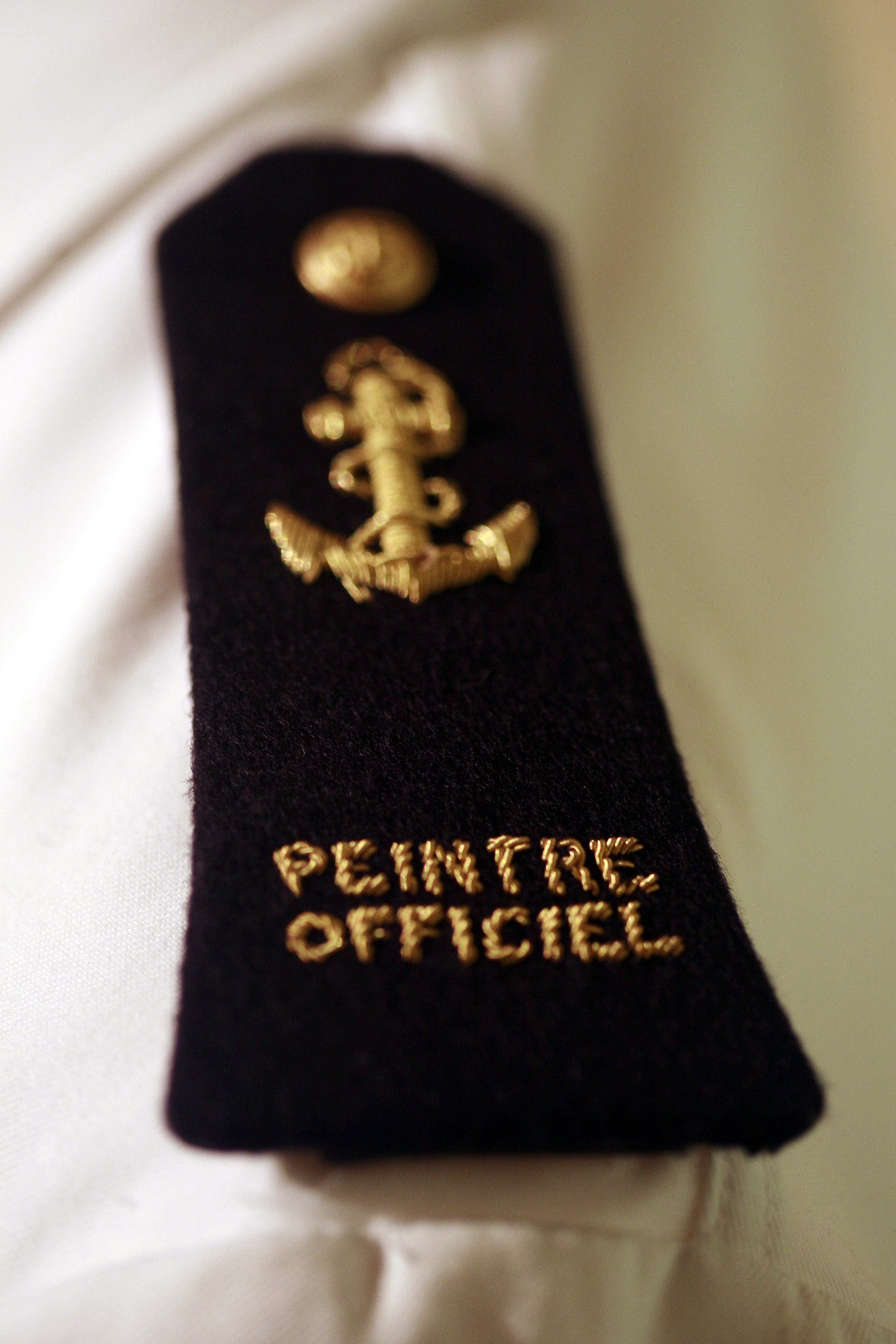
Épaulette de peintre officiel de la Marine

- Président d'honneur de la Société des artistes français de 1979 à 1981.
- Nommé peintre officiel de la Marine en 1993.
- Administrateur du Comité de liaison des salons et syndicats d'artistes auprès du ministère des Affaires culturelles.
- Membre de la Commission d'achat de l'État.
- Président de la Fondation Taylor.
- Vice-président des Arts et Thérapie.
- Conseiller artistique du Comité national olympique et sportif français.
- Membre du Conseil national des arts plastiques, du syndicat de la critique parisienne, du comité et du jury de la Société internationale des beaux-arts.
- Sociétaire du Salon d'automne, de la Jeune Peinture, des Peintres témoins de leur temps.

### Récompenses
- 1955 : premier grand prix de Rome.
- 1957 : prix San Vito Romano (Italie).
- 1958 : médaille d'or de la Mostra Internazionale del Arte Comtemporanea (Italie).
- 1967 : grand prix d'Aquitaine.
- 1970 : prix Léonie-Valmon ; prix Alphonse de Neuville ; prix de la Fondation Sanford Saltus ; prix Dagnan-Bouveret ; grand prix de la 6e Biennale internationale de Cherbourg.
- 1971 : médaille d'or du Salon des artistes français ; prix Taylor.
- 1972 : grand prix du conseil général du Val-d'Oise.
- 1973 : grand prix du Salon Oise 73.
- 1974 : prix du ministère de la Coopération.
- 1975 : prix et médaille de vermeil de la ville de Pau ; prix et médailles de Mantes-la-Jolie.
- 1976 : prix de l'Institut de France.
- 1977 : médaille de la reconnaissance du département de l'Oise ; médaille d'honneur du Salon des artistes français.
- 1978 : grand prix Delmas de l'Institut de France ; grand prix de la 4e biennale d'Asnières.
- 1979 : grand prix Édouard-Marcel-Sandoz.
- 1980 : grand prix de la biennale de Beaugé ; grand prix de la ville de Tours ; grand prix du salon de Mantes-la-Jolie ; grand prix du conseil général des Yvelines.
- 1983 : grand prix Achille Fould Stirbey de l'Académie des beaux-arts.
- 1984 : grand prix de la ville de Sannois ; grand prix Eugène-Piot de l'Institut de France.
- 1986 : médaille d'or de la ville d'Agen.
- 1987 : médaille d'or de la ville d'Arette.
- 1988 : grand prix du Salon d'Hodenc-l'Évêque ; grand prix et médaille de la reconnaissance du Val-d'Oise.
- 1990 : grand prix du Salon des artistes du Xe arrondissement de Paris ; médaille d'or de la ville de Clermont-de-l'Oise.
- 1991 : médaille d'or de la ville du Raincy.
- 1992 : prix du magazine L'Amateur d'art ; médaille d'or du 33e Salon de la Marine.
- 1994 : grand prix de la Fédération française de boule.
- 1995 : médaille de la ville de Périgueux.
- 1997 : médaille d'or Arts-Sciences-Lettres, hommage de la ville de Senlis ; médaille d'or de la ville de Maubourguet.
- 1998 : grande médaille de vermeil de la ville de Paris.
- 2003 : prix Puvis-de-Chavannes.

### Hommages
- Roger Boutry a composé une Sonate pour violon seul en trois mouvements dédiée à Paul Ambille (violon : Alexis Galpérine, album Songe, sonates et croquis, L'algarade, 2008).
- La ville de Clermont a donné à une rue le nom de Paul-Ambille.

## Élèves
- Julie Roussin-Bouchard.
- Catherine Vaudron.